# Demons & Wizards
Demons & Wizards – zespół powermetalowy powstały w wyniku współpracy dwóch przyjaciół, Hansi Kürscha (wokalista Blind Guardian) i Jona Shaffera (gitarzysta i założyciel Iced Earth).

## Historia
Idea przedsięwzięcia powstała w roku 1997 podczas trasy koncertowej Blind Guardian i Iced Earth. Po jej zakończeniu Kürsch i Shaffer zaczęli przygotowywać materiał na pierwszy album, który nagrali w 1999 i wydali w 2000 roku. Kolejna płyta, "Touched by the Crimson King", została nagrana, kiedy muzycy zakończyli pracę nad albumami swoich macierzystych zespołów i została wydana w roku 2005.

## Dyskografia
| 2000                           | Demons and Wizards - Data: 8 lutego 2000 - Wydawca: Steamhammer Records            | 13 | —   | 35 |
| 2005                           | Touched by the Crimson King - Data: 27 czerwca 2005 - Wydawca: Steamhammer Records | 29 | 108 | 58 |
| "—" pozycja nie była notowana. |                                                                                    |    |     |    |